# Louis Vincent Gerstner Jr.
Louis Vincent Gerstner Jr., KBE, ameriški poslovnež, * 1. marec 1942, Mineola, New York, Združene države Amerike
Najbolj je znan po svoji funkciji predsednika uprave in izvršnega direktorja (CEO) IBM-a od 1993 do 2002, ko je odstopil s položaja izvršnega direktorja in se decembra 2002 upokojil. Pripisujejo mu velike zasluge, da je ustavil nazadovanje podjetja in znova spodbudil rast.
Trenutno je Gerstner predsednik upravnega odbora Broad Institute of MIT and Harvard  in predsednik upravnega odbora za biomedicinske znanosti Gerstner Sloan Kettering Graduate School of Biomedical Sciences.
Napisal je knjigo Kdo pravi, da sloni ne morejo plesati (Who says Elephants Can’t Dance), prodajno uspešnico o IBM-ovi preobrazbi, in je soavtor knjige Reinventing Education: Entrepreneurship in America's Public Schools.

## Mladost
Louis se je rodil 1. marca 1942 v katoliški družini srednjega sloja. Njegov oče je bil raznašalec mleka, njegova mati pa je bila tajnica. Louis trdi, da sta starša imela nanj velik vpliv. V mladosti je obiskoval Chaminade High School, izjemno tekmovalno katoliško šolo. Dobil je štipendijo za Kolidž Dartmouth, kjer je nato leta 1963 diplomiral z odliko (Magna Cum Laude) in postal diplomirani inženir. Dve leti pozneje je dobil naziv MBA, ko je končal magisterij na Harvard Business School. Leta 1994 je postal častni doktor poslovne administracije Boston College, leta 1997 pa častni doktor prava Wake Forest University in Brown University.

## Kariera

### McKinsley&Co
Leta 1965 se je po opravljenemu magisteriju zaposlil v svetovalnem podjetju McKinsey & Co. Kot svetovalec je hitro napredoval. Večina zaposlenih v podjetju pridobi naziv partnerja v sedmih letih, medtem ko je Gerstner ta naziv dobil v slabih štirih letih in tako postal eden izmed najmlajših partnerjev v zgodovini podjetja. Po dvanajstih letih je podjetje zapustil, saj »se je želel preizkusiti v poslu« in »ni imel načrta biti svetovalec vse življenje«.

### American Express
Leta 1978 je postal podpredsednik oddelka za poslovanje s karticami v podjetju American Express, ameriški multinacionalki. Leto pozneje je postal predsednik skupine, zadolžene za poslovanje povezano s potovanji. V bančnem poslovanju se tisto obdobje povezuje z rastjo podjetij MasterCard in Visa, ki sta neposredni konkurenci American Expressu na področju bančnih kartic. Gerstner je razširil uporabo kartic American Express na trgovsko industrijo, omogočil je lažje sledenje transakcijam, kar je olajšalo delo večjim korporacijam ter dodal t.i. zlato American Express kartico in platinasto American Express kartico, ki nudi uporabnikom dodatne ugodnosti. Do leta 1989, ko je zapustil podjetje, je povečal dobiček za 66 %. American Express je v času delovanje Gerstnerja pridobil več kot 22 milijonov novih uporabnikov.

### RJR Nabisco
Marca leta 1989 je njegova kariera dobila nenavaden preobrat, postal je izvršni direktor RJR Nabisco. Konglomerat, ki je obratuje predvsem v tobačni in živilski industriji, je bil v tistemu času tik pred prevzemom s strani podjetja Kohlberg Kravis Roberts. Kljub finančni stabilizaciji Gerstner, ki je podjetje zapustil leta 1993, ni pustil večjega pečata. Podjetje je v njegovemu obdobju povečalo tržni delež v cigaretni industriji, posledično pa so se zapletli v cenovno vojno s podjetjem Philip Morris & Company. Taisto podjetje je decembra 2000 prevzelo RJR Nabisco.

### IBM
Aprila 1993 je postal izvršni direktor podjetja International Business Machines Corporation (IBM). Ta vloga je bila tisti čas ena izmed zahtevnejših v ameriškem poslovnemu svetu. Eno izmed največjih svetovnih tehnoloških podjetij je v letu 1992 pridelalo 8 milijard dolarjev izgube. Kmalu po prihodu je začel sprejemati ključne odločitve za ponovni prihod podjetja na vrh. Začel je zmanjševati stroške. Do leta 1997 je odpustil 35.000 delavcev in tako prekinil tradicijo »dosmrtne kariere v IBM«. Tako je izboljšal produktivnost v podjetju. Stroške je zmanjšal tudi z opustitvijo starih, nedonosnih projektov, ki so imeli le še neko sentimentalno vrednost. Sprememba IBM-ove kulture je bila pomemben korak k cilju. Louis je med drugim ukinil kodeks oblačenja. Prav tako je bila pomembna odločitev zaustavitev reorganizacije, ki bi podjetje razdelilo na manjše, samostojnejše oddelke in s ponovno integracijo se je ohranila konkurenčna prednost.
Rezanje stroškov pa se je poznalo tudi pri omejitvi trženja in oglaševanja. Tako so ta strošek omejili le na oglaševanje s pomočjo agencije Ogilvy&Mather. V sodelovanju s to agencijo je leta 1994 IBM začel širitev na internet. Tako je nastal izraz: »e-business«. Gerstner je bil takrat pripravljen vložiti milijardo v razvoj elektronskega poslovanja. Podjetje je hitro postalo vodilno na trgu in Gerstner je mnenja, da je internet rešil IBM. Nov poslovni model so postopoma kopirala tudi preostala tehnološka podjetja. V temu obdobja pa je IBM začel projekt »Reinventing Education«. V sodelovanju z 22 ameriškimi državami in šolskimi okrožji je IBM moderniziral šolstvo in integriral raznorazno IBM tehnologijo v šolski vsakdan.
Gerstner je IBM spravil v pravo smer, nekateri kritiki pa so mnenja, da je veliko tega uspeha dejansko le finančne narave. IBM je namreč ceno delnic višal z odkupom lastnih delnic. Prav tako je bil za rast podjetja odgovoren tudi tehnološki razcvet, hitri informacijski napredek. Kljub rasti tržne kapitalizacije podjetja iz 29 milijard dolarjev v 1992 do 168 milijard dolarjev v letu 2002, ko je Gerstner podjetje zapustil, je IBM izgubljal tržni delež proti podjetjem Apple, Dell, kot tudi Google.

### Post-IBM
Januarja 2003 se je Gerstner pridružil skupini The Carlyle Group, ameriškemu podjetju za ivesticijo zasebnega kapitala. Do leta 2008 je deloval v podjetju kot predsednik, do leta 2016 pa kot višji svetovalec.
Od leta 2013 je član uprave Broad Institute of MIT and Harvard. Leta 1989 pa je ustanovil Gerstner Family Foundation, ki nudi štipendije za biomedicinske raziskave, izobrazbo in pomoč. Fundacija, kjer je Gerstner član uprave, je omogočila štipendije v skupni vrednosti 100 milijonov dolarjev.

## Priznanja
Zaradi svojih prizadevanje na področju javnega izobraževanja in razvoja elektronskega poslovanja je Louis V. Gerstner Jr. Junija 2001 prejel naziv vitez poveljnik reda britanskega imperija (KBE).
Za svoje dosežke je prejel številne nagrade. Leta 2018 je Gerstner med drugim prejel Legend in Leadership Award s strani Yale School of Management.   